# Endrosa pallida
Endrosa pallida là một loài bướm đêm thuộc phân họ Arctiinae, họ Erebidae.